# Ligne d'Annemasse à Genève-Eaux-Vives (frontière)
Pour les articles homonymes, voir Eau vive.
La ligne d'Annemasse à Genève-Eaux-Vives (frontière) est une ancienne et courte ligne ferroviaire secondaire électrifiée à écartement standard et à voie unique du département de la Haute-Savoie et du canton de Genève. Elle reliait la gare d'Annemasse en France à la gare des Eaux-Vives à Genève en Suisse.
Elle constituait la ligne 894 000 du réseau ferré national et le numéro 153 des profils des lignes ferroviaires en Suisse. Fermée en 2014, elle est remplacée par le CEVA en 2019.

## Histoire

### Genèse
En novembre 1851, le gouvernement (Conseil d'Etat) du canton de Genève étudie un projet de création d'une ligne de chemin de fer reliant Genève à Turin par Annecy et Chambéry, à l'époque où la Savoie n'était pas encore française. Ce projet est partiellement abandonné en 1857, seul le tronçon Saint-Jean-de-Maurienne-Aix-les-Bains voit le jour, la compagnie du chemin de fer Victor-Emmanuel est même déchargée de l'obligation de construire la ligne, le royaume de Sardaigne privilégiant le raccordement avec le réseau français à Culoz.
D'autres projets sont présentés, dont une ligne Genève-Sallanches en 1855, mais l'annexion - en fait et en droit, le rattachement de la Savoie à la France en vertu du Traité de Turin du 24 mars 1860 - les enterre tous.
En 1860, l'État français annonce vouloir construire une ligne Thonon-les-Bains-Collonges-sous-Salève-Bellegarde-sur-Valserine, contournant donc Genève ce qui créé de vives réactions. En 1868, le projet, bien que concédé à la Compagnie des chemins de fer de Paris à Lyon et à la Méditerranée (PLM) en 1863, est ajourné et remplacé par une ligne Annecy-Annemasse-frontière, qui devra être prolongée côté suisse par une ligne à la charge du canton de Genève. Ce nouveau projet provoque la colère des Hauts-Savoyards qui souhaitent un raccordement direct avec la France ; la guerre franco-prussienne de 1870 stoppe ce projet.
En 1873, les projets Annemasse-Collonges-sous-Salève et Annecy-Annemasse-frontière revoient le jour et sont déclarés d'utilité publique sauf le tronçon d'Annemasse à la frontière suisse, faute d'accords avec la Suisse.

### Construction et exploitation

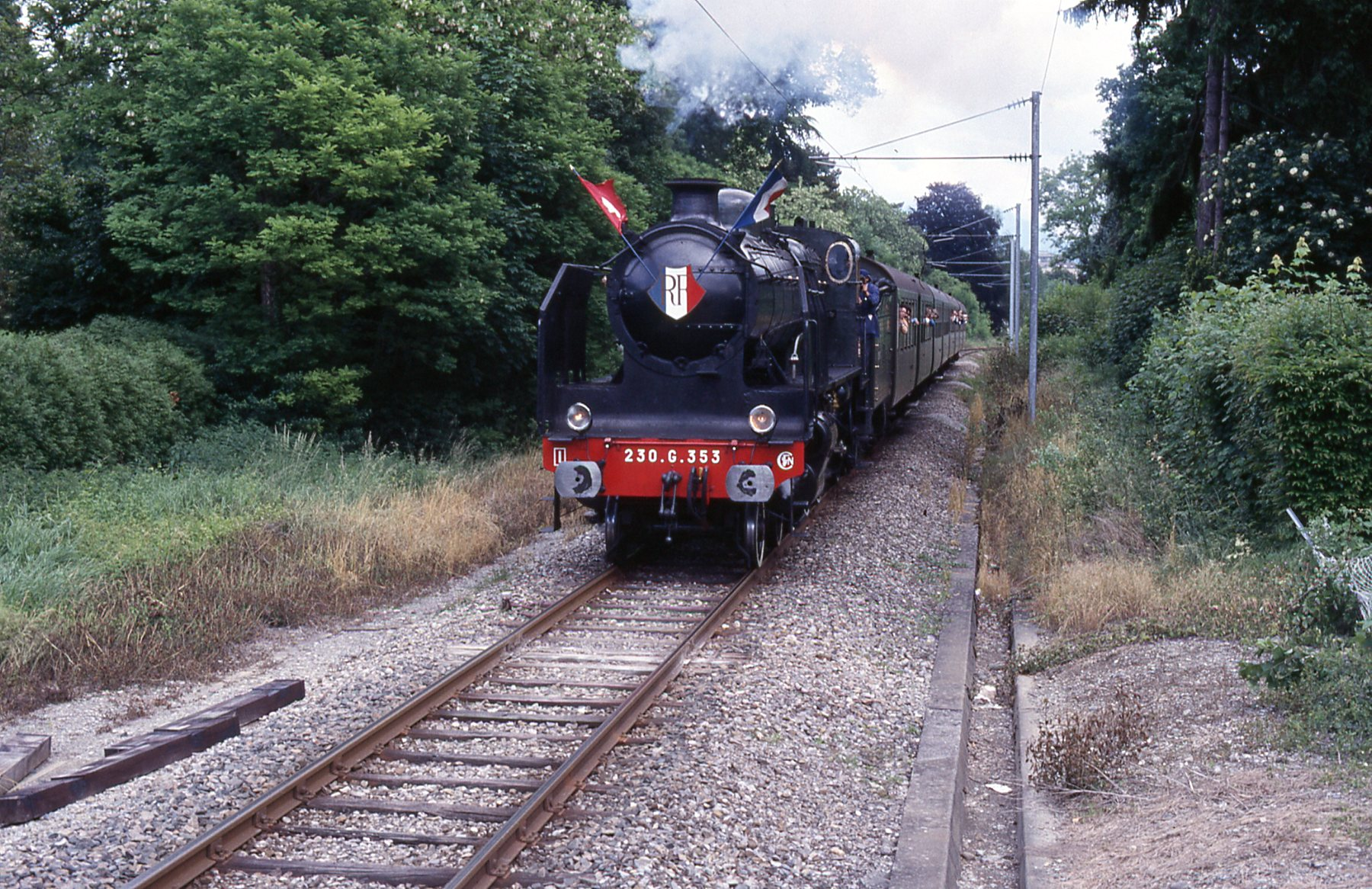
Train spécial pour le centenaire de la ligne, en 1988.

Le 26 mai 1880, une conférence franco-suisse fixe enfin le tracé de la ligne transfrontalière. Le raccordement entre les réseaux de chemins de fer français et suisse entre Annemasse et Genève est réglé par une convention entre les deux États signée le 14 juin 1881. Cette convention est approuvée par la Confédération suisse le 28 avril 1882 et par la France par une loi le 11 juin 1882 et est promulguée par décret le 24 juin suivant. La convention précise que cette ligne devra être exploitée par une seule compagnie, française ou suisse.
Les 27 et 30 octobre 1883, la Compagnie des chemins de fer de Paris à Lyon et à la Méditerranée (PLM) et le Canton de Genève signent une convention pour la construction d'une ligne de chemin de fer de « Genève-Vollandes à la frontière française près d'Annemasse ». Par cette convention, le Canton de Genève confie la construction et l'exploitation de la ligne sur son territoire à la compagnie PLM, sous réserve que celle-ci obtienne la concession de la partie française. Cette convention est approuvée en France par une loi le 20 août 1885. Cette même loi concède à titre éventuel à la compagnie PLM le tronçon entre Annemasse et la frontière suisse.
La section d'Annemasse à la frontière suisse est déclarée d'utilité publique par un décret le 27 février 1886, ce qui rend la concession définitive.
Cette ligne a été inaugurée le 27 mai 1888. Elle comprend une gare intermédiaire entre la gare des Vollandes à Genève (rebaptisée plus tard gare des Eaux-Vives) et Annemasse : la gare de Chêne-Bourg. À l'époque, la ligne devait être prolongée vers Chêne ou Carouge.
La convention internationale entre la France et la Suisse signée le 18 juin 1909 prévoit qu'en cas de prolongement depuis la gare des Eaux-Vives (à l'époque appelée gare des Vollandes) jusqu'au réseau ferroviaire suisse, la gare d'Annemasse deviendra gare frontière et que la section entre la frontière française et Annemasse sera exploitée par les chemins de fer fédéraux. Cette convention est approuvée en France par une loi le 28 décembre 1909. Elle est promulguée par décret le 19 janvier 1910. En attendant cet éventuel prolongement, la compagnie PLM exploite la ligne, puis la SNCF à sa création en 1938.
La ligne a été électrifiée en courant 25 kV - 50 Hz le 27 septembre 1986, bien après les autres lignes de Haute-Savoie, électrifiées entre 1951 et 1972. Elle a été finance pour un tiers par la SNCF et le reste par le canton de Genève.
Dans le cadre du projet CEVA de liaison entre les gares de Genève-Cornavin et des Eaux-Vives, la ligne a été progressivement démontée à partir de décembre 2011, en vue de sa reconstruction à double voie en tranchée couverte. Cette opération étant nécessaire pour supprimer les passages à niveau et réduire les nuisances en zone urbaine. De décembre 2011 à mars 2012, la voie a été déposée entre les Eaux-Vives et l'ancienne gare de Chêne-Bourg, temporairement rouverte pour devenir terminus temporaire pendant la première phase des travaux. À partir du 1er avril 2013, l'ensemble de la ligne a été fermé et les voies ont été déposées. Le 17 juillet 2013, le bâtiment de l'ancienne gare de Chêne-Bourg, que l'on entendait sauvegarder, pour des raisons historiques et patrimoniales, a été ripé pour dégager les emprises nécessaire au creusement du cadre enterré du CEVA.

## Infrastructure
La ligne a une faible longueur (environ 6 km). C'est une ligne à voie unique au mauvais profil. Les déclivités atteignent 12 ‰ en territoire français et 20 ‰ en territoire suisse. Les trains automoteurs sont limités à 70 km/h avec ralentissement à 40 km/h à la traversée de Chêne-Bourg.
La signalisation de la ligne est de type française avec un cantonnement de type block manuel BM (avec ouverture manuelle du carré de quai par le mécanicien). Elle est alimentée depuis la France en 25 000 V alternatif. Quelques travaux sommaires de rénovation d'urgence ont été réalisés en août 2008.

## Reconstruction dans le cadre du projet CEVA
La ligne a été reconstruite, essentiellement en souterrain, et prolongée sous la ville de Genève dans le cadre du projet CEVA afin de former le maillon essentiel du Léman Express. Le 1er avril 2013, l'ensemble de la ligne a été fermé en vue de sa reconstruction en souterrain et à double voie, et la nouvelle ligne a ouvert le 15 décembre 2019.
Sur la partie française, les travaux ont été déclarés d'utilité publique par arrêté préfectoral du 11 avril 2013, à l'issue d'une enquête publique qui s'est tenue du 27 août au 5 octobre 2012.